# Mèche (pyrotechnie)
Pour les articles homonymes, voir mèche.

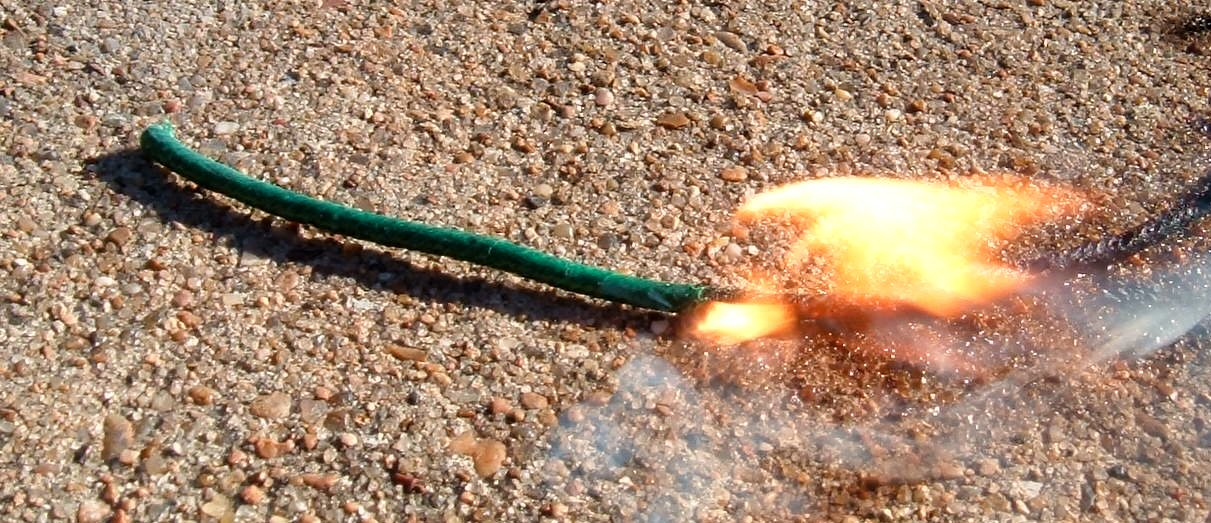
Mèche lente résistante à l'eau.

Dans le domaine de la pyrotechnie, une mèche est un accessoire permettant la mise à feu à distance d'engins ou de substances explosives. On l'utilise notamment pour mettre à feu des feux d'artifice, des armes à feu[réf. nécessaire], des mines… Appelée plus communément « mèche lente », elle permet à l'artificier de  ne pas allumer directement l'explosif et lui donne un délai pour se mettre à l'abri, en fonction de la longueur de la mèche et de sa rapidité de combustion. Lors de l'élaboration de feux d'artifice, l'artificier dispose de différents types de mèches (lente, rapide) pour obtenir une bonne synchronisation des explosions. Ce n'est certes pas le seul moyen pour l'artificier de déclencher le feu ou de le transmettre puisqu'il dispose aussi d'inflammateurs électriques qui sont de plus en plus utilisés[réf. nécessaire].

## Structure
La mèche est théoriquement composée d'au moins trois éléments :
- un fil, une corde ou une gaine qui lui donne sa forme et sa flexibilité, c'est le squelette de la mèche.
- un combustible qui brûle durant la combustion de la mèche et allume l'explosif.
- un comburant qui permet la combustion du combustible même en absence d'oxygène et assure ainsi une vitesse de combustion homogène tout au long du parcours de la mèche.

Elle doit être étalonnée et sectionnée proprement avec une pince à sertir, la même qui est utilisée pour sertir le détonateur.

## Composition
Typiquement, le mélange combustible-comburant utilisé est en fait de la poudre noire. Cependant, on trouve toutes sortes de mélanges qui permettent une combustion plus rapide, plus lente, moins fumigène… Il existe également quelques variantes au point de vue de la forme : le mélange combustible-comburant peut être fixé sur une ficelle centrale ou se trouver à l'intérieur d'une gaine.
Il existe donc une grande variété de mèches, adaptées à toutes les activités de l'artificier.
Citons par exemple :
- la mèche noire : faite de poudre noire adsorbée sur des fibres végétales. Il s'agit de la mèche la plus courante utilisée par les artificiers pour relier entre elles des pièces d'artifice. Pour les feux d'artifice, la mèche est entourée d'une gaine de papier (de type papier kraft, plus ou moins étanche selon les modèles). La vitesse de combustion de la mèche gainée dans son papier est très importante (environ 300 mètres par seconde, ce qui équivaut concrètement à une belle explosion) alors que la même mèche dénudée de son papier brûle à environ 3 cm par seconde.

Ce phénomène témoigne bien de ce qu'est une combustion, c'est-à-dire un phénomène produisant un dégagement de gaz. La poudre noire se passant de l'oxygène de l'air pour brûler, l'augmentation de la pression due à l'enveloppe de papier suffit pour accélérer cette combustion de façon très spectaculaire. C'est la raison pour laquelle tous les artifices du commerce qui sont équipés d'une mêche-papier (par exemple une bombe) sont équipés d'un bout de mêche-retard qui permet à l'artificier qui allumerait sa pièce "à la main" d'avoir le temps de se dégager. En l'absence de ce bout de mèche-retard, il est impératif de dénuder la mèche sur une longueur d'au moins 10 cm, sous peine de subir un départ instantané.
- la mèche visco : enrobée par de la laque de nitrocellulose étanche qui permet de la faire brûler sous l'eau.
- le retard : un tube de carton rempli de poudre noire fortement comprimée et d'une longueur donnée permet de retarder le feu d'une pièce d'artifice à l'autre. Les retards les plus courants sont de 1, 2, 3, 4, 5 secondes et plus. L'espolette (voir plus loin) est une variante qui se trouve à l'intérieur de la pièce.
- la mèche lente (espolette) : allumée par la poudre qui sert à l’éjection de l'artifice tiré, elle se consume pendant l'ascension et met feu à la charge d'éclatement une fois l'altitude maximale atteinte.
- la mèche au chlorate de sodium en solution. Un mélange de chlorate de sodium et de sucre en solution est fixé sur des fibres végétales. [réf. nécessaire]